# Gregor Kobel
Gregor Kobel (n. 6 decembrie 1997, Zürich, cantonul Zürich, Elveția) este un fotbalist profesionist elvețian care evoluează pe postul de portar la clubul din Bundesliga Borussia Dortmund și la echipa națională a Elveției.

## Cariera de club

### Hoffenheim
Kobel și-a făcut debutul profesionist pentru 1899 Hoffenheim pe 12 august 2018, pornind ca titular în primul tur al DFB-Pokal 2017-2018 împotriva echipei din 3. Liga Rot-Weiß Erfurt. Meciul s-a încheiat ca o victorie în deplasare cu 1-0 pentru Hoffenheim.

### VfB Stuttgart
Pentru sezonul 2019-20, Kobel a fost împrumutat la VfB Stuttgart. La 28 iulie 2020, Kobel a fost transferat definitiv la VfB Stuttgart și a semnat un contract până în iunie 2024.

### Borussia Dortmund
Pe 31 mai 2021, Kobel a semnat un contract pe cinci ani cu Borussia Dortmund înaintea sezonului 2021-22. Sumă plătită către VfB Stuttgart a fost de 15 milioane de euro.

## Cariera la națională
Kobel a fost internațional de tineret pentru Elveția. A fost convocat la echipa de seniori pentru prima dată în 2020.
În 2021, a fost convocat la echipa națională pentru UEFA Euro 2020, unde echipa a eliminat naționala Franței, care pornea ca mare favorită, în drum spre sferturile de finală, unde au fost în cele din urmă eliminați de către naționalaSpaniei.
Și-a făcut debutul pe 1 septembrie 2021 într-un amical împotriva Greciei, victorie cu 2-1 acasă.

## Palmares
Individual
- Echipa sezonului din Bundesliga : 2022–23 [13]
- Echipa sezonului VDV Bundesliga : 2022–23 [14]